# Ichinomiya-ji

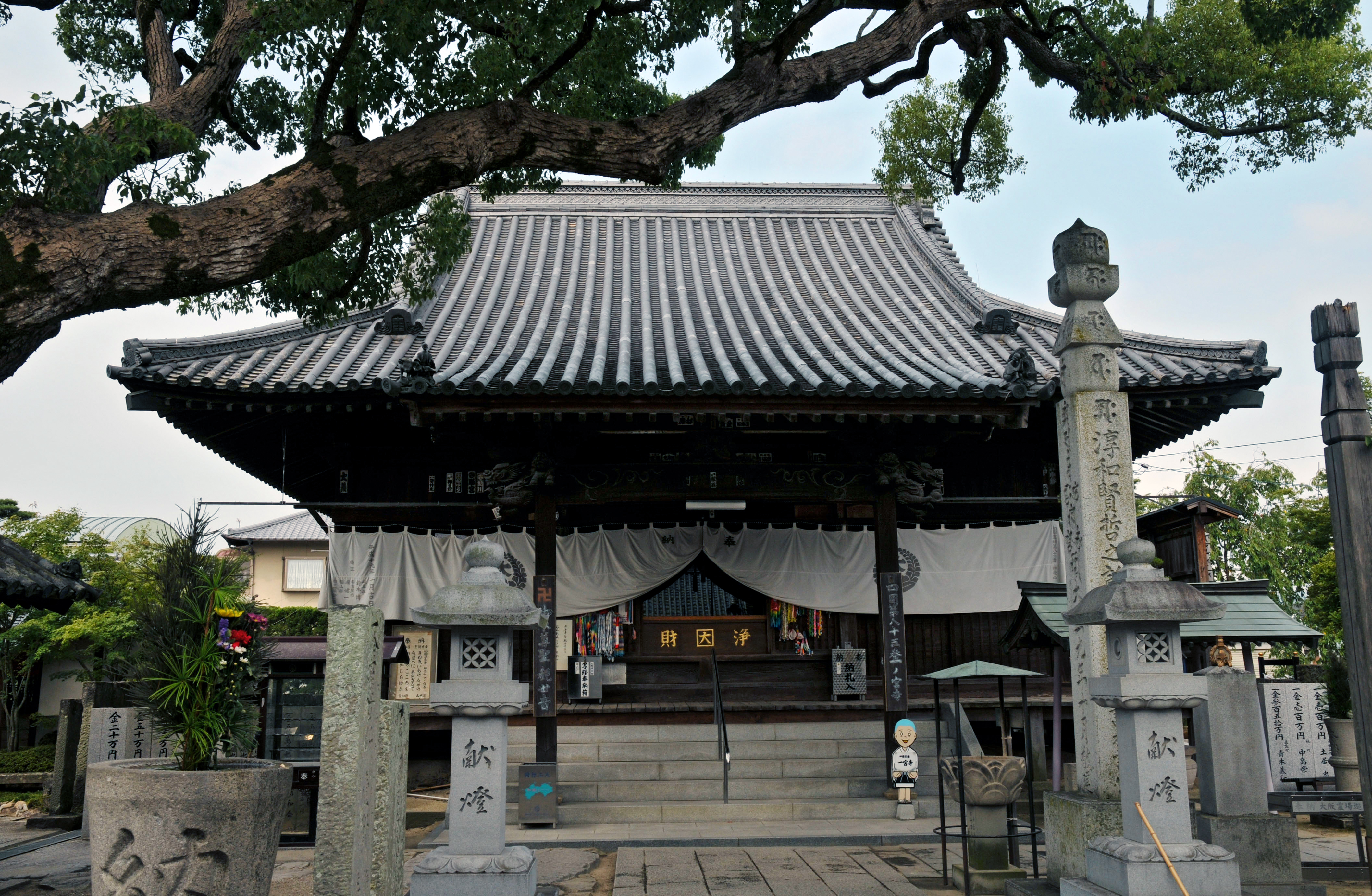
Haupthalle

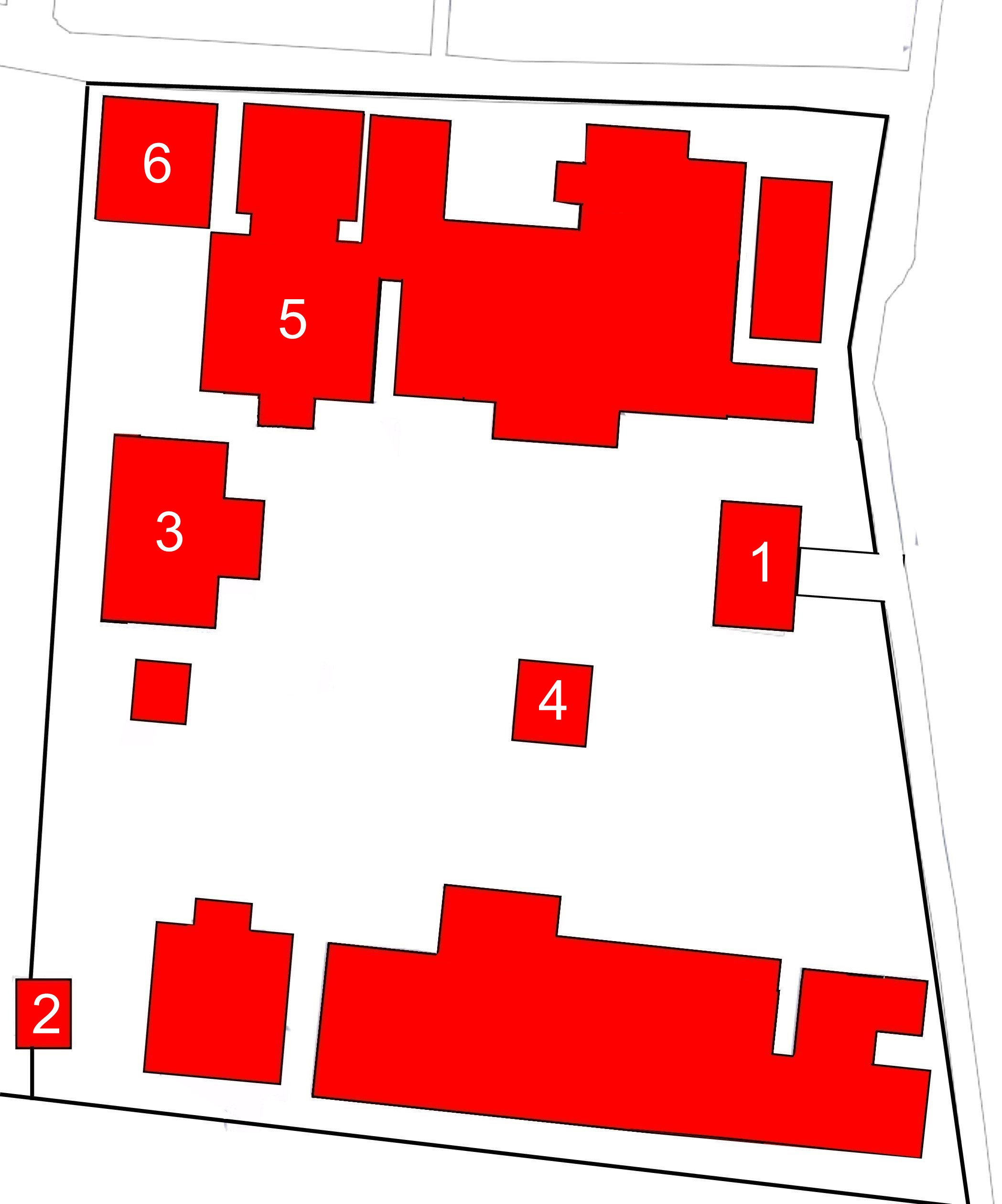
Plan des Tempels (s. Text)

Der Ichinomiya-ji (japanisch 一宮寺) ist ein Tempel des Omuro-Zweiges der Shingon-Richtung des Buddhismus in der Stadt Takamatsu in der Präfektur Kagawa. Er ist der 83. Tempel des Shikoku-Pilgerwegs.

## Geschichte
Der Tempel stammt aus der Nara-Zeit und wurde von Priester Gien (643–728) gegründet, der Daihōin (大宝院) nannte und der Hossō-Richtung des Buddhismus unterstellte. Als während der Wadō-Ära (708–715) in allen Landesteilen Ichinomiya-Tempel errichtet wurden, restaurierte Priester Gyōki den Tempel und gab ihm seinen heutigen Namen. Priester Kūkai, der in derselben Zeit den Tempel besuchte, schenkte ihm eine selbstgefertigte Kannon-Figur und stellte den Tempel unter die Shingon-Richtung.
In den kriegerischen Auseinandersetzungen während der Tenshō-Zeit brannte der Tempel ab, wurde dann aber durch Yūsei Daitoku wiedererrichtet. In der Edo-Zeit wurde der Tempel durch die Fürsten von Takamatsu dem Tamura-Schrein (田村神社) unterstellt.

## Die Anlage
Man betritt die Tempelanlage im Osten durch das Haupttor (山門, Sammon; 1) oder durch das Westtor (西門, Seimon; 2). Vom Haupttor geht es geradewegs auf die Haupthalle (本堂, Hondo; 3) zu. Das jetzige Gebäude, in Kampferholz ausgeführt, stammt aus dem Jahr 1701. Dabei passiert man auf der linken Seiten den Glockenturm (鐘楼, Shoro; 4). Blickt man auf die Haupthalle, so hat man rechts die Daishidō-Halle (大師堂; 5) vor sich. Daneben steht die Goma-Halle (護摩堂; 6), die ein Pyramidendach besitzt.

## Bilder

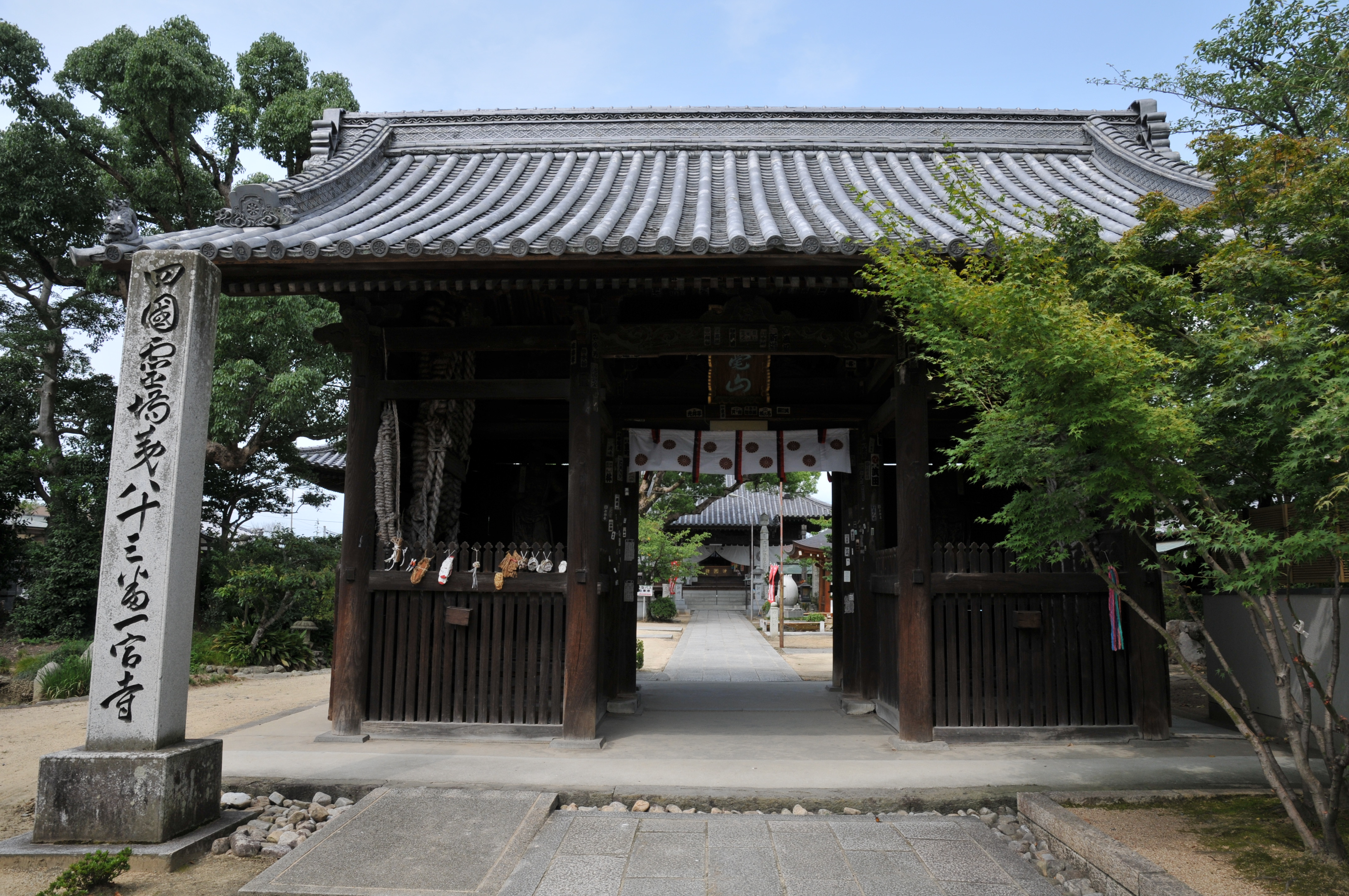
Haupttor
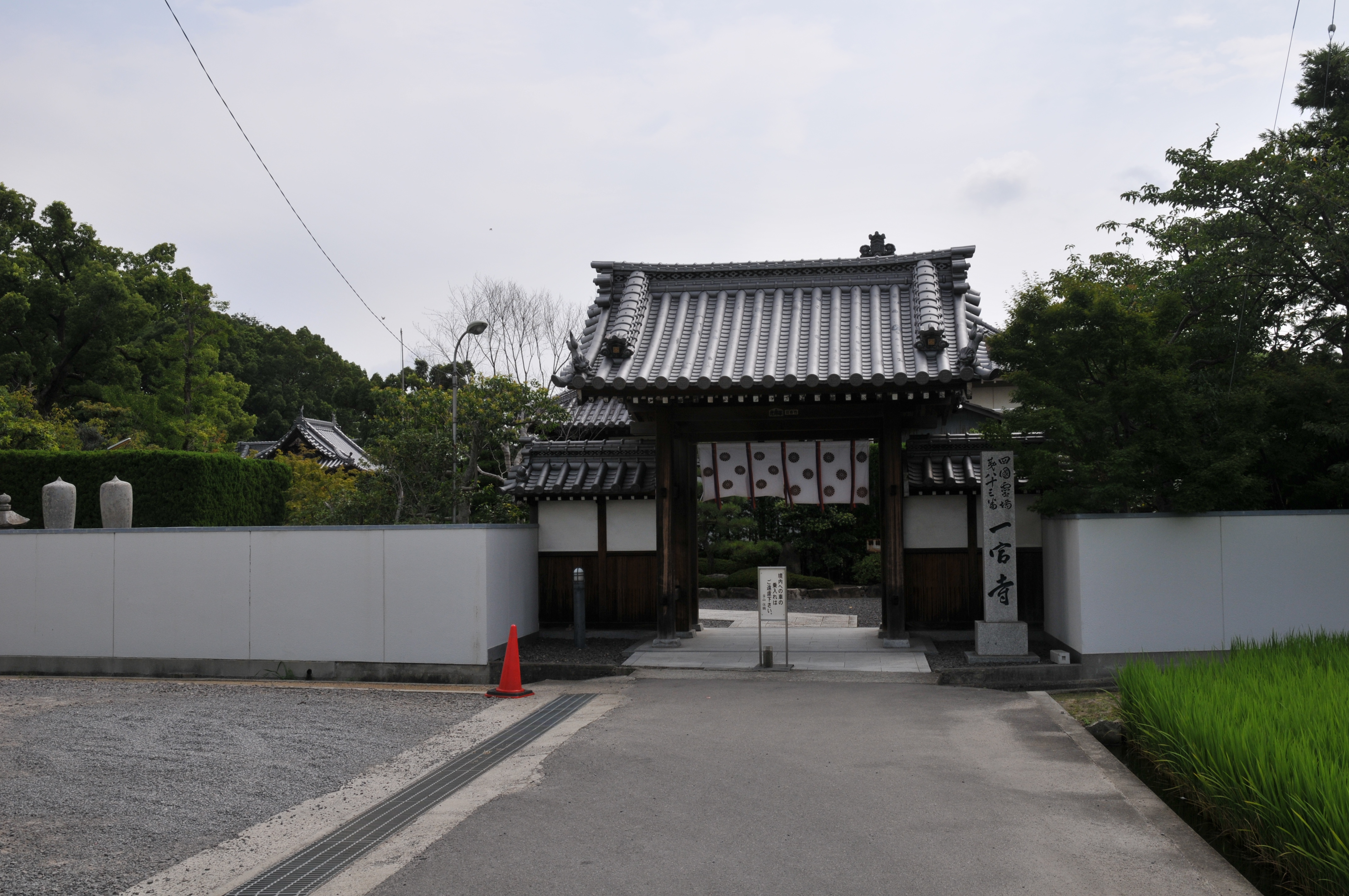
Westtor
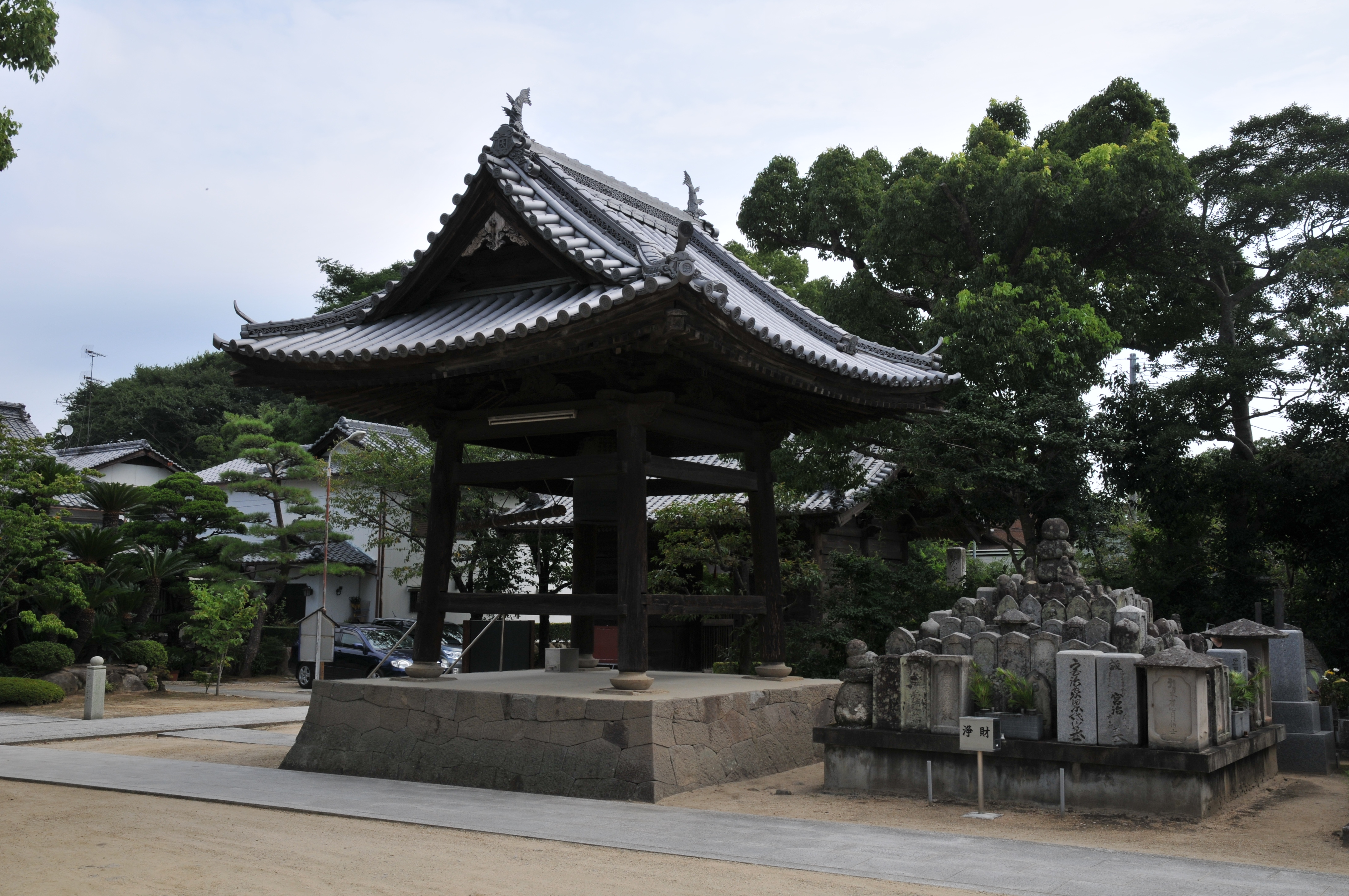
Glockenturm
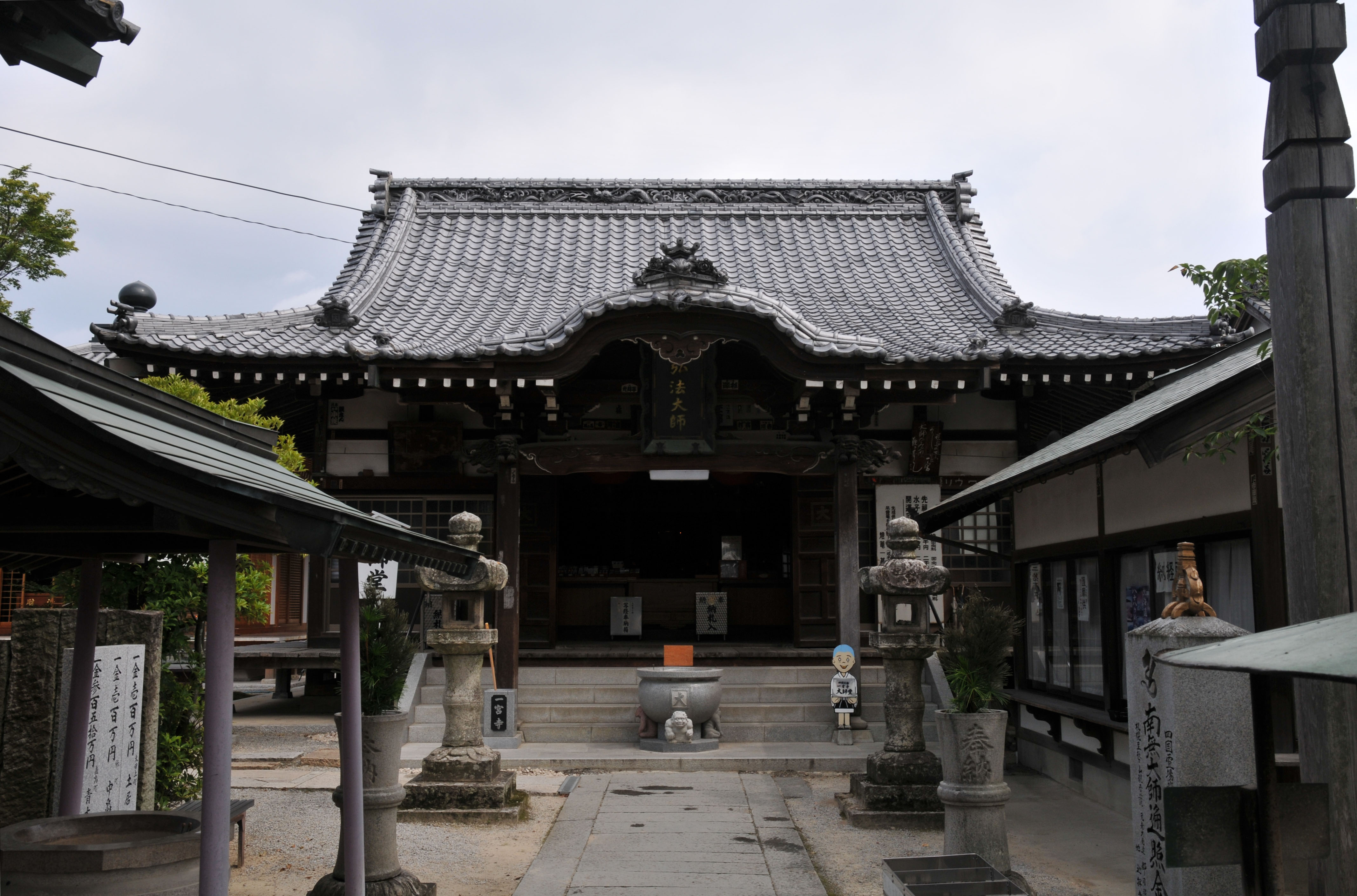
Daishidō
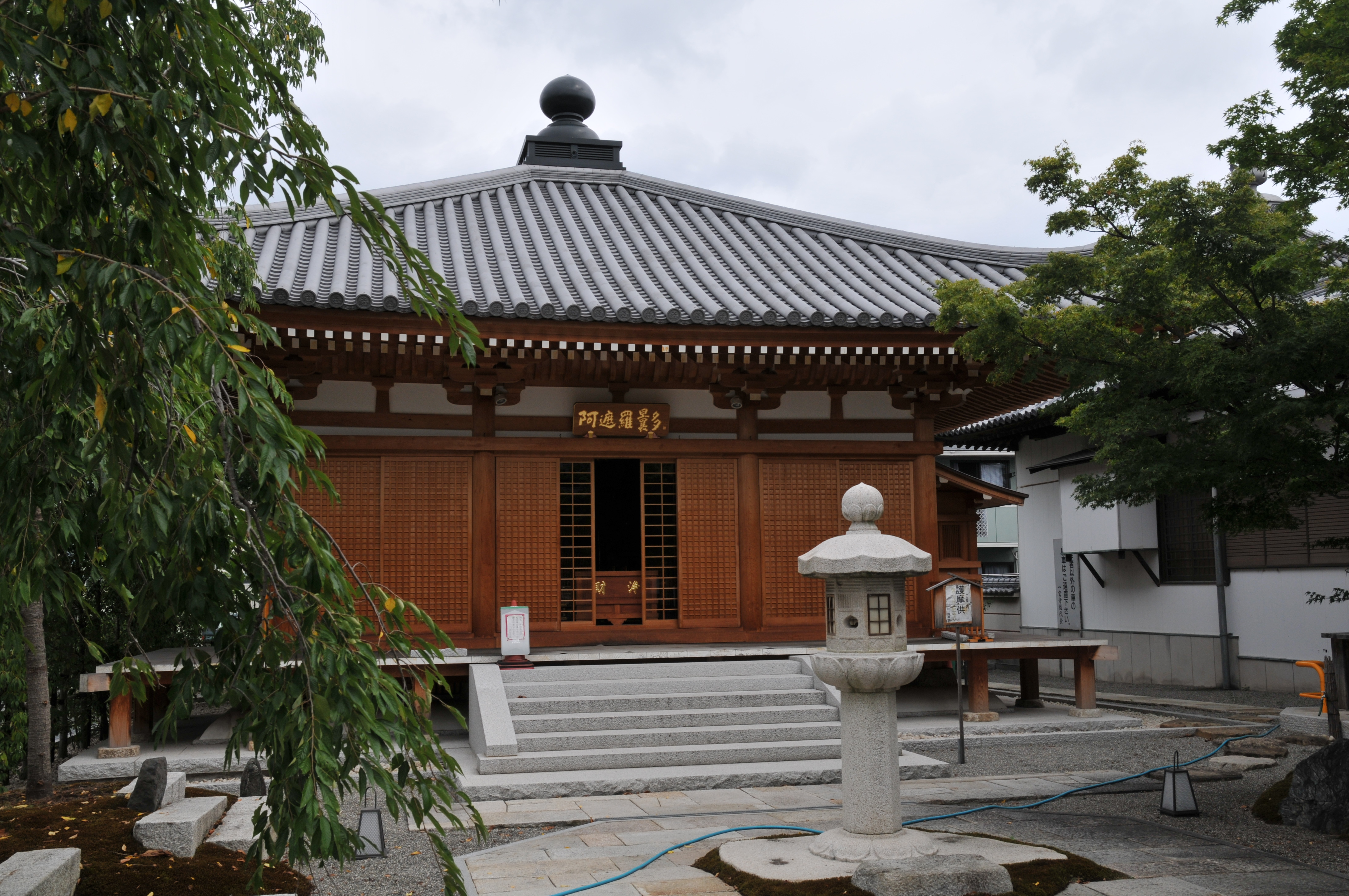
Gomadō